# Schönhof (Sundhagen)
Schönhof ist ein Ortsteil der Gemeinde Sundhagen im Landkreis Vorpommern-Rügen.

Schönhof zwischen 1880 und 1920

## Geografie und Verkehr
Schönhof liegt 16 Kilometer nordöstlich der Stadt Grimmen, 11 Kilometer südöstlich von Stralsund und 20,5 Kilometer nordwestlich von Greifswald. Westlich des Ortes verläuft die vierstreifig ausgebaute Autostraße B 96 und kreuzt sich nahe dem Ort mit der seit 1863 gebauten Bahnstrecke Greifswald–Stralsund. Östlich verläuft die ehemalige Bundesstraße 96, die jetzige Bundesstraße 105.

## Geschichte
Schönhof wurde nicht in den pommerschen Urkunden bis Mitte des 14. Jahrhunderts aufgeführt. Auch die schwedischen Matrikelkarten von 1696 kennen den Ort nicht.
Erst im preußischen Urmesstischblatt (PUM) von 1835 taucht der Ortsname auf. Der dem Ort den namensgebende Gutshof ist zu der Zeit bereits ansehnlich ausgebaut einschließlich Herrenhaus, Landarbeiterkaten und Park. Südlich des Ortes ist die Schönhofer Ziegelei errichtet. 1860 erhielt das Gut die Landtagsfähigkeit, war ein richtiges Rittergut. Dazu gehörte damals Wüstenfelde als Vorwerk und Arendsee. Als Besitzer wurde die Familie von Scheven geführt.
1871 hatte Schönhof 7 Wohnhäuser mit 13 Haushaltungen und 77 Einwohner, 1867 waren es noch 87. Alle waren Mitglied der evangelischen Konfession.
Im Messtischblatt (MTB) von 1880 zeigt sich ein großes kompaktes Gut mit östlichem Park und eine Katenzeile westlich des Gutes, diese wurde vom Gut dorthin verlegt. Etwa Mitte des 19. Jahrhunderts übernahm das einer Pastorenfamilie entstammende Adelsgeschlecht der von Rußdorf die Besitzung. Die Familie wurde 1801 in den Reichsadelsstand erhoben und die schwerin-mecklenburgische Anerkennung erging im Folgejahr. Erster Vertreter der Familie vor Ort war der Oberleutnant Robert von Rußdorf (1852–1909), achtes Kind des Gutspächters in Randow, Hans von Rußdorf. Der Offizier und Schönhofer Gutsherr war verheiratet mit Juliane Henriette Pfaehler. Das Ehepaar hatte auch acht Kinder, sämtlich auf Schönhof geboren, die Töchter heirateten allesamt in Offiziersfamilien, die Söhne gingen alle zum Militär. Henriette von Rußdorf-Schönhof setzte sich für die Fortbildung der Landjugend ein. Erbe auf Schönhof wurde der älteste Sohn Hermann von Rußdorf. Rußdorf ging mit seinen Brüdern Werner und Robert auf das bekannte Internat Pädagogium Putbus. Danach nahm er eine Militärausbildung auf. Hermann von Rußdorf heiratete Auguste von Neese und Obischau (1894–1923). Das Paar hatte die Söhne Leutnant Werner-Belitzer von Rußdorf und Klaus von Rußdorf (1919–1941). Im Gutshaus lebten auch immer Generationen der älteren Verwandtschaft.
Nach dem MTB von 1920 ist nur zu erkennen, dass das Gut erweitert und modernisiert wurde, sonst gab es keine weiteren Änderungen. Die einstige Modernisierung wird dem Architekten Paul Korff zugeschrieben. Kurz vor der Bodenreform beinhaltete das offiziell weiterhin den Status eines Rittergutes führende Schönhof einen Umfang von 322 ha, davon waren 11 ha Waldbesitz. Im Mittelpunkt des landwirtschaftlichen Betriebes stand die Viehwirtschaft. In den Ställen standen 34 Pferde. Man kann also von einem mittelgroßen Gutsbetrieb ausgehen. Auf Gut Schönhof lebte 1942 noch die Schwester des Besitzers, Juliane, verwitwete von Petersen.
Nach dem Zweiten Weltkrieg und der Bodenreform in der Sowjetischen Besatzungszone wurde die Struktur des Dorfes verändert. Herrenhaus und Park bleiben erhalten, fast alle Wirtschaftsgebäude wurden abgeräumt. Neubauerngehöfte waren nur wenig entstanden. Spätere Agrarbauten (LPG) wurden wohl in benachbarte größere Dörfer verlagert.
Schönhof gehörte zur Gemeinde Brandshagen. Diese schloss sich am 7. Juni 2009 mit den Gemeinden Behnkendorf, Horst, Kirchdorf, Miltzow, Reinberg und Wilmshagen zur neuen Gemeinde Sundhagen zusammen.

## Sehenswürdigkeiten
- Reste der Gutsanlage, Katenzeile und der Park